# Campyloneurum amphostemon
Campyloneurum amphostemon är en stensöteväxtart som först beskrevs av Kze. och Kl., och fick sitt nu gällande namn av Fée. Campyloneurum amphostemon ingår i släktet Campyloneurum och familjen Polypodiaceae. Utöver nominatformen finns också underarten C. a. irregulare.